# Runcina katipoides
Runcina katipoides is een slakkensoort uit de familie van de Runcinidae. De wetenschappelijke naam van de soort werd voor het eerst geldig gepubliceerd in 1968 door Miller & Rudman.